# Malvinella
Malvinella – rodzaj stawonogów z wymarłej gromady trylobitów, z rzędu Phacopida.
Żyły w okresie wczesnego i środkowego dewonu (ems – eifel).